# David L. Quaid
David Laurence Quaid (* 27. März 1920 in Glendale, New York; † 19. August 2010 in Falmouth, Massachusetts) war ein US-amerikanischer Kameramann beim Film, der über ein Dutzend Filmproduktionen betreute, darunter Kinofilme wie Der Schwimmer, Der Engel mit der Mörderhand, Jenny oder Treffpunkt Central Park.

## Leben und Karriere
1920 wurde David Laurence Quaid in Glendale, im Bundesstaat New York, geboren. Als Jugendlicher wurde er durch einen Artikel über Wochenschaufotografie im Boy’s Life Magazine dazu inspiriert, eine veraltete Kamera zu kaufen. Erste Aufnahmeversuche bot er Paramount Pictures an. Später als Mitglied der 164. Signal Photo Company schoss er im Burma-Krieg Aufnahmen mit seiner 35-mm-Kamera. Er erhielt als militärische Auszeichnungen zwei Bronze Star Medals und die Legion of Merit. Nach dem Krieg drehte er zahlreiche Fernsehwerbespots und leitete seine eigene Produktionsfirma. Viele seiner TV-Spots gewannen internationale Preise, darunter den Grand Prix in Cannes, und 10 der begehrten Clio-Preise der Branche – drei in Folge für die beste Kamera. 
In den Jahren 1954 und 1961 hatte er bereits Dokumentar-Kurzfilme gedreht, darunter mit Project Hope den von Frank P. Bibas produzierten und bei den 34. Academy Awards 1962 mit einem Oscar ausgezeichneten Film, bevor er 1964 für den Regisseur Nicholas Webster die Familienkomödie Santa Claus Conquers the Martians seinen ersten Kinofilm als Kameramann realisierte. Es folgten 1968 zwei weitere Arbeiten als Kameramann für Leinwand-Produktionen wie das Filmdrama Der Schwimmer für Regisseur Frank Perry mit Burt Lancaster in der Hauptrolle und Noel Blacks Psychothriller Der Engel mit der Mörderhand mit Anthony Perkins, Tuesday Weld und Beverly Garland. 1970 entstand durch seine Kameraarbeit George Bloomfields romantisches Filmdrama Jenny mit Marlo Thomas und Alan Alda. 1973 fotografierte er für Regisseur Aram Avakian dessen Kriminalfilm Treffpunkt Central Park. In den Hauptrollen spielten Cliff Gorman und Joseph Bologna. 1979 entstand Mark L. Lesters Fernsehfilm Weiße Sklavin der grünen Hölle in der Besetzung Bo Svenson, Anita Ekberg und Donald Pleasence. Für Robert Jiras fotografierte er 1983 das Fantasy-Drama I Am the Cheese mit Robert MacNaughton, Hope Lange und Don Murray in den Hauptrollen. Noch im gleichen Jahr folgte der Spielfilm A Night in Heaven von Regisseur John G. Avildsen mit Christopher Atkins und Lesley Ann Warren. 1984 drehte er für die Serie American Playhouse eine Episode des Regisseurs Jeff Bleckner, danach zog sich Quaid aus der Filmszene zurück, um sich der Weitergabe seines Fachwissens und der Inspiration von Studenten zu widmen, indem er unter anderem an der Boston University, der New York University, der School of Visual Arts und dem Rochester Institute of Photography unterrichtete. 
Als Kameramann entwickelte er Techniken, die zu Industriestandards geworden sind. Er passte das Questar-Teleskop für den Einsatz in der Kinematografie mit langen Objektiven an; er war der erste, der ein Zoomobjektiv für den Großteil eines Spielfilms verwendete („Der Schwimmer“); er half bei der Entwicklung einer Reihe von Gelen und Filtern sowie eines automatischen Belichtungssystems für die 35-mm-Stop-Motion-Fotografie; und er modifizierte Kameras, um ein für Röntgenfilme entwickeltes Objektiv für Nachtaufnahmen bei verfügbarem Licht aufzunehmen.
Darüber hinaus steuerte er sein Wissen Lehrbüchern über Beleuchtung und Filmfotografie bei, schrieb eine 400-seitige Autobiographie – ein unveröffentlichtes Werk, das seine Geschichten über die Zeit der Depression, seinen Kampf hinter den japanischen Linien und die immer unterhaltsamen Eskapaden des Filmgeschäfts nachzeichnete.
Des Weiteren wurde David Quaid von seinen Kameramann-Kollegen für seine Führungsrolle in der Gewerkschaft geschätzt, da er Präsident der Motion Picture Camera Union in New York war, wo er den begehrten Billy Bitzer Award for Lifetime Achievement erhielt, ferner war er Mitglied der Directors Guild of America.
Von 1947 bis zu ihrem Tod im Dezember 2007 war er mit Dorothy Lillian Hall verheiratet, sie hatten gemeinsam eine Tochter, Diane Quaid. David Quaid verstarb am 19. August 2010 im Alter von 90 Jahren in Falmouth, Massachusetts in den USA.

## Filmografie (Auswahl)

### Filme
- 1954: Masters in Art and Clay: A Story about Spode (Dokumentar-Kurzfilm)
- 1961: Project Hope (Dokumentar-Kurzfilm)
- 1964: Santa Claus Conquers the Martians
- 1968: Der Schwimmer (The Swimmer)
- 1968: Der Engel mit der Mörderhand (Pretty Poison)
- 1970: Jenny
- 1973: Treffpunkt Central Park (Cops and Robbers)
- 1979: Weiße Sklavin der grünen Hölle (Gold of the Amazon Women) (Fernsehfilm)
- 1983: I Am the Cheese
- 1983: A Night in Heaven
- 1984: American Playhouse (Fernsehserie, 1 Episode)